# ジュリア・クリステヴァ
ジュリア・クリステヴァ（ユリア・クリステヴァ、Julia Kristeva / Юлия Кръстева、1941年6月24日 - ）は、ブルガリア出身のフランスの文学理論家で、著述家、哲学者、精神分析家。ユダヤ系の家庭に生まれた。

## 人物
1965年、給費留学生としてパリに移住し、リュシアン・ゴルドマンやロラン・バルトらの指導を受けた。1973年からパリ第7大学（ドゥニ・ディドロ）の教授を務め、現在は名誉教授。彼女の言語学や言語、間テクスト性に関する著作は、文学論雑誌『テル・ケル（Tel Quel）』の共同編集者としての活動を通して、ポスト構造主義的な議論をその特徴としている。彼女は、取り分けフロイトやラカンの精神分析、ロシア・フォルマリズム（彼女はその中で仲介者的な役割を演じていて、それによりミハイル・バフチンのフランスの知的シーンへの紹介者となった）やヘーゲル主義から影響を受けている。研究活動と平行して、一連の小説も発表している。
既に1970年代初めからクリステヴァは、家父長社会の中での女性のアイデンティティの問題を取り上げてきた。その精神分析との思想的な親近性のため、フェミニストの文芸理論家の一部から非難を受けたこともある。それ以前には、その著作がジェンダー研究に多大な影響を及ぼしていた時期もあるが、当時、「フェミニスト的」という呼ばれ方を彼女は頑なに拒絶していた。シモーヌ・ド・ボーヴォワール賞の設立に参加し、2008年から2011年まで審査員長を務めた。
アラン・ソーカルらによって、数学・科学用語を不適切に使用した論文であるとの批判を受ける（→ソーカル事件参照）。
パートナーは、フィリップ・ソレルス。

## 著作

### 言語学・文学論・精神分析をめぐる議論
- Le Langage, cet inconnu. Une initiation à la linguistique, SGPP, 1969 (publié sous le nom Julia Joyaux ; rééd. Seuil, Template:Coll no 125, 1981)
  - 『ことば、この未知なるもの――記号論への招待』谷口勇・枝川昌雄訳（国文社, 1983年）
- Semeiotikê. Recherches pour une sémanalyse, Seuil, 1969
  - 『セメイオチケ（1）記号の解体学』原田邦夫訳（せりか書房, 1983年）
  - 『セメイオチケ（2）記号の生成論』中沢新一・原田邦夫・松浦寿夫、松枝到訳（せりか書房, 1984年）
- Le Texte du roman. Approche sémiologique d’une structure discursive transformationnelle, La Haye, Mouton, 1970
  - 『テクストとしての小説』谷口勇訳（国文社, 1985年）
- Des Chinoises, Éditions des femmes, 1974[4] ; rééd. Pauvert, 2001
  - 『中国の女たち』丸山静・原田邦夫・山根重男訳（せりか書房, 1981年）
- La Traversée des signes (ouvrage collectif), Seuil, 1975
  - 『記号の横断』中沢新一他訳（せりか書房, 1987年）
- Polylogue, Seuil, 1977
  - 『ポリローグ』足立和浩、沢崎浩平、西川直子、赤羽研三、北山研二、佐々木滋子、高橋純共訳（白水社, 1986年）
- Folle Vérité (ouvrage collectif), 1979
- Pouvoirs de l'horreur. Essai sur l'abjection, Seuil, 1980
  - 『恐怖の権力 ―「アブジェクシオン」試論』枝川昌雄訳（法政大学出版局, 1984年、新装版2016年）
- Histoires d'amour, Denoël, 1983
- Au commencement était l'amour. Psychanalyse et foi, Textes du XXe siècle, Hachette, 1985
  - 『初めに愛があった ― 精神分析と信仰』枝川昌雄訳（法政大学出版局, 1987年）
- La Révolution du langage poétique. L'avant-garde à la fin du XIXe siècle, Lautréamont et Mallarmé, Point, 1985
  - 『詩的言語の革命（1）理論的前提』原田邦夫訳（勁草書房, 1991年）
  - 『詩的言語の革命（3）国家と秘儀』枝川昌雄、原田邦夫、松島征訳（勁草書房, 2000年）
- Soleil noir. Dépression et mélancolie, Gallimard, 1987
  - 『黒い太陽 ― 抑鬱とメランコリー』西川直子訳（せりか書房, 1994年）
- Étrangers à nous-mêmes, Fayard, 1988
  - 『外国人 ― 我らの内なるもの』池田和子訳（法政大学出版局, 1990年、新装版2014年）
- 『女の時間』棚沢直子,天野千穂子編訳（勁草書房, 1991年）（日本語オリジナル編訳。「女って決してそんなものじゃない」「女たちひとりひとり」「新しいタイプの知識人――異端者」「『ポリローグ』以後」「愛という異端の倫理」「性の他者」「女の時間」「愛のアブジェ「「何も言わないで」――《表象の禁止に》ついて」「日本的《バロック》」を収録）
- Visions capitales, Réunion des musées nationaux, 1998
  - 『斬首の光景』星埜守之、塚本昌則共訳（みすず書房, 2005年）
- Les Nouvelles Maladies de l’Âme, Fayard, 1993
- 『彼方をめざして ― ネーションとは何か』支倉寿子、木村信子編訳（せりか書房, 1994年）（日本語オリジナル編訳）
- Le Temps sensible: Proust et l'expérience littéraire, Gallimard, 1994, rééd. Template:Coll, 2000
  - 『プルースト ― 感じられる時』中野知律訳（筑摩書房, 1998年）
- Le Génie féminin, Fayard, rééd. Gallimard, 2003–2004, Template:Coll :
  - 1. Hannah Arendt, 1999
  - 『ハンナ・アーレント ―〈生〉は一つのナラティヴである』松葉祥一・椎名亮輔・勝賀瀬恵子訳（作品社, 2006年）
  - 『ハンナ・アーレント講義 ― 新しい世界のために』青木隆嘉訳（論創社、2015年）
  - 2. Melanie Klein, 2000
  - 『メラニー・クライン ― 苦痛と創造性の母親殺し』松葉祥一・井形美代子・植本雅治訳（作品社、2013年）
  - 3. Colette, 2002
- Au risque de la pensée, Éditions de l'Aube, 2001
- Cet incroyable besoin de croire, Bayard, 2007
- Seule, une femme, Éditions de l'Aube, 2007
- Du mariage considéré comme un des beaux-arts, avec Philippe Sollers, Fayard, 2015
- Je me voyage. Mémoires, entretiens avec Samuel Dock, Paris, Fayard, 2016
- Beauvoir présente, Fayard, 2016
  - 『ボーヴォワール』栗脇永翔・中村彩訳（法政大学出版局、2018年）
- Dostoïevski (anthologie), Buchet/Chastel, 2020

### 小説
- Les Samouraïs, 1990
  - 『サムライたち』西川直子訳（筑摩書房, 1992年）
- Le Vieil Homme et les loups, 1991
- Possessions, 1996
- Meurtre à Byzance, 2004
- Thérèse mon amour, récit, Fayard, 2008
- L'Horloge enchantée, Fayard, 2015

### 未発表作品集
- La Haine et le pardon, texte établi, présenté et annoté par Pierre-Louis Fort, Fayard, 2005
- Pulsions du temps, texte établi, présenté et annoté par David Uhrig, Fayard, 2013

邦訳論文
- 「快楽の彼岸の女たち」下澤和義訳, 『現代思想』1995年10月臨時増刊号所収
- 「フロイトの聖母」木村信子訳, 棚沢直子編『女たちのフランス思想』(勁草書房, 1998年)

### 共著
- （カトリーヌ・クレマン）『母の根源を求めて ― 女性と聖なるもの』永田共子訳（光芒社, 2001年）
- 『プルーストと過ごす夏』アントワーヌ・コンパニョン他共著 國分俊宏訳 光文社 2017

## 受賞歴
- 1999年 - 渋沢・クローデル賞
- 2004年 - ホルベア賞